# Scabiosa triniifolia
Scabiosa triniifolia är en tvåhjärtbladig växtart som beskrevs av Imre Frivaldszky. Scabiosa triniifolia ingår i släktet fältväddar, och familjen Dipsacaceae. Inga underarter finns listade i Catalogue of Life.